# NGC 3167
NGC 3167 је ознака објекта на координатама са ректансцензијом 10h 14m 36,0s и деклинацијом + 29° 35" 48'. Открио га је Хајнрих Даре, 1. маја 1862. Каснијим посматрањима на том положају није уочен никакав астрономски објекат.